# Chèque éducation
Le chèque-éducation (school voucher, en anglais), aussi connu sous les noms de chèque scolarité ou de chèque scolaire, est un mode de financement de la scolarité qui consiste, pour les pouvoirs publics, à octroyer aux parents d'élèves une subvention que ceux-ci remettent ensuite à l'établissement scolaire de leur choix. Dans la plupart des systèmes scolaires, cette transaction ne se fait pas de main à main, et le "chèque", fictif, n'est pas remis matériellement aux parents : dans les faits, les pouvoirs publics financent alors directement les établissements scolaires en proportion du nombre d'élèves que ceux-ci sont parvenus à recruter. C'est donc les parents qui, en exerçant chacun leur libre choix en matière d'établissement scolaire, déterminent la hauteur du financement de chaque école.

## Principe
Les parents reçoivent un chèque-éducation de l'État, correspondant au coût de l'éducation de leurs enfants. Ils peuvent utiliser ce chèque dans l'école de leur choix, pour y régler les frais de scolarité. La répartition des enfants dans les établissements ne se fait donc pas sur base de critères géographiques mais en fonction du seul choix des parents. Les écoles jouissent quant à elles d'une large autonomie pour déterminer leur pédagogie et les valeurs enseignées. Se crée ainsi une offre d'enseignement diversifiée qui cherche à rencontrer une demande, correspondant quant à elle aux choix conjugués des parents d'élèves : les systèmes scolaires fonctionnant sur cette base sont dès lors qualifiés de (quasi-)marchés scolaires. Il est à noter que dans bon nombre de ces systèmes scolaires (en Belgique par exemple), ce chèque-éducation n'est pas directement remis aux parents mais prend la forme d'un financement des établissements scolaires par les pouvoirs publics au prorata du nombre d'élèves qu'ils parviennent à attirer. Certains[Qui ?] proposent que le chèque-éducation soit dégressif en fonction des revenus des familles pour favoriser ceux qui ont les plus bas revenus.
Dans certains pays, comme au Chili, l'introduction du chèque-éducation procède directement de l'influence libérale et plus précisément des idées de Milton Friedman. Dans d'autres pays, comme la Belgique ou les Pays-Bas, le marché scolaire est antérieur à la proposition de Friedman et résulte  plutôt d'un compromis historique entre laïcs et religieux. Ce compromis consiste en un principe de liberté d'enseignement combinant développement d'un enseignement public et financement public d'un enseignement confessionnel privé, le choix étant laissé aux parents de scolariser leur enfant dans une école publique ou confessionnelle.

## Débat

### Défenseurs
Milton Friedman a fait du chèque-éducation un de ses principaux combats, en particulier dans Capitalisme et liberté (1962). Selon Friedman et ses continuateurs John Chubb et Terry Moe, le chèque scolaire est censé améliorer la qualité de l'enseignement en introduisant de la concurrence entre écoles et entre réseaux d'enseignement public et privé, les contraignant dès lors à chercher continuellement à améliorer leur offre pour recruter des élèves et ainsi bénéficier des subventions dont les parents sont porteurs. Selon ces auteurs libéraux, le marché scolaire ainsi constitué serait plus prompt à l'innovation, et également plus réactif au changement, plus flexible qu'un enseignement public bureaucratique. Ils y voient également une extension de la démocratie par la diversification de l'offre d'enseignement et par le libre choix entre ces offres accordé aux parents.
En 1984, dans L'Éducation en accusation, ouvrage paru sous l'égide du Club de l'horloge, Didier Maupas défend l'instauration du chèque éducation « afin d'assurer l'autonomie financière des écoles ». Les partisans de cette mesure se retrouvent d'une part dans les associations de parents et d'enseignants qui veulent promouvoir la liberté d'enseignement : SOS Éducation ou Créer son école. On les retrouve d'autre part en 2006 dans les propositions d'associations libérales comme Liberté chérie ou de partis, comme le Parti libéral démocrate et Alternative libérale. L'instauration du chèque scolaire faisait également partie des programmes de Jean-Marie Le Pen et Philippe de Villiers lors de l'élection présidentielle de 2007.
Parmi les avantages cités par les défenseurs de ces bons scolaires, on retrouve une diversité sociale renforcée par rapport aux mesures coercitives comme le busing ou la carte scolaire. En outre, ils soulignent que c'est un système qui permettrait de favoriser le financement direct des écoles en fonction de leurs résultats, ce qui stimulerait la qualité de l'enseignement. Par ailleurs, ils insistent sur le fait qu'en permettant le libre choix et non l'imposition du lieu d'établissement par un système de carte scolaire, le chèque éducation serait plus à même de favoriser la mixité sociale et la méritocratie.
Enfin, les promoteurs du chèque éducation comme l'Association Pour la PROmotion du CHèque Éducation et la défense de la liberté pédagogique des parents et des enseignants (APPROCHE), la Fondation pour l'École, l'IREF et SOS Éducation avancent qu'une telle mesure serait de mise à favoriser le pluralisme scolaire.
Le système est ou a été expérimenté dans plusieurs pays (Pays-Bas, Chili entre autres).
Au Royaume-Uni, une première expérimentation a été tentée mais finalement non mise en place par Keith Joseph sous le gouvernement Thatcher.
Aux États-Unis, Milwaukee est depuis 1990 une ville pionnière en la matière. Le programme mis en place permet aux étudiants de recevoir des aides du fonds public pour étudier dans des écoles privées sans avoir à débourser d'argent eux-mêmes. L'année scolaire 2006-2007 dépassa pour la première fois les 100 millions de dollars payés en chèque, puisque 26 % des élèves de Milwaukee ont reçu ces fonds.
En France, certains préconisent un chèque éducation « social » qui interdirait aux établissements en bénéficiant de demander aux familles le paiement de frais d'inscription.
En 2017, l'OCDE, dans un rapport d'une vingtaine de pages, souligne que la mise en place du chèque éducation serait le moyen de favoriser une liberté pédagogique réelle.

### Critiques
Pour ses détracteurs, cette proposition aurait pour principal effet d'affaiblir voire de supprimer le service public d'éducation, en confiant notamment l'éducation d'une partie de la jeunesse à des organes confessionnels, commerciaux ou patronaux - négligeant la dimension associative de certaines écoles privées. Selon eux, le chèque-éducation accroitrait en outre la ségrégation scolaire: les stratégies combinées des parents dans le choix de l'école et des établissements dans la sélection directe (latitude laissée au chef d'établissement d'accepter ou de refuser une inscription) ou indirecte (profilage de l'établissement en vue d'attirer une catégorie déterminée d'élèves) des élèves aurait pour effet de favoriser l'entre-soi social dans les écoles. Cette ségrégation sociale - mais aussi académique (c'est-à-dire fonction du niveau des élèves) et ethnique - aurait elle-même un impact majeur en termes d'accroissement des inégalités scolaires.
D'autres critiques font valoir que le chèque éducation dans sa version simple constitue une subvention déguisée des foyers les plus aisées. En effet, seuls ceux-ci peuvent se permettre d'ajouter le supplément annuel exigé par les écoles privées prestigieuses. À budget constant, ceci aurait alors pour effet pervers de diminuer de facto le montant global disponible pour les écoles sans supplément (publiques ou privés). Ces critiques sont parfois ouverts à un chèque éducation s'il est assorti d'une interdiction stricte de facturer un supplément (les gens choisissent alors la meilleure école, à moyen constant et sans discrimination sociale).

## Implémentations

### Suède
En Suède, un chèque éducation est versé par les communes aux écoles où les enfants sont scolarisés, publiques ou privées. Davantage d'aménagements de programme et de nouveaux types d'éducation (pédagogie Montessori, pédagogie Steiner-Waldorf...) sont autorisés aux écoles. Si l'opinion est globalement favorable à ce système, des critiques émergent contre les établissements confessionnels, notamment musulmans.
Par ailleurs, le système a permis l'émergence de sociétés privées dédiées à l'éducation qui sont cotées en bourse, et les établissements scolaires se livrent une certaine concurrence.
D'autres critiques pointent le fait que les mécanismes de marché introduits dans l'enseignement suédois ont contribué à le rendre plus inégalitaire, les différences de performances académiques entre écoles et entre élèves s'étant accrues à la suite de l'introduction du chèque-éducation. On observe notamment un agrandissement du fossé entre élèves avantagés et désavantagés sur le plan socio-économique.

### Belgique
En Belgique, l'enseignement, quoique confié aux communautés fédérées, est organisé selon le même principe constitutionnel de liberté d'enseignement (article 24 de la Constitution belge) dans les différentes communautés linguistiques. Les systèmes scolaires néerlandophone (dépendant de la Communauté flamande) et francophone (dépendant de la Communauté française de Belgique) se caractérisent tous deux par le respect de ce principe constitutionnel, qui donne à toute personne le droit de créer une école et d'en déterminer les principes éducatifs, pour autant qu'elle respecte les règles fixées par les gouvernements des entités fédérées. Les écoles ne sont pas autorisées à sélectionner les élèves en fonction des résultats des tests d'admission, des performances, de la religion ou du sexe. Les parents sont autorisés à choisir l'école de leur enfant, les fonds étant alloués aux écoles en proportion du nombre d'élèves qu'elles accueillent.
Si les écoles gérées par les pouvoirs publics sont tenues d'être idéologiquement neutres et doivent offrir un choix de cours religieux et non confessionnels, cela ne s'applique pas aux écoles privées subventionnées. La plus grande partie de ces écoles est gérée par des fondations confessionnelles, majoritairement catholiques, mais elles comprennent également des écoles qui utilisent des méthodes pédagogiques spécifiques (par exemple les écoles Steiner).
Des analyses, ont mis en évidence l'effet ségrégateur du marché scolaire belge : le libre choix accordé aux parents, la concurrence entre réseaux et les stratégies différenciées des établissements scolaire en matière de recrutement des élèves concourent à la ghettoïsation scolaire. De ce fait, la ségrégation scolaire est en Belgique nettement plus marquée que la ségrégation résidentielle, et la ségrégation scolaire est particulièrement prononcée en Belgique, comparativement aux autres pays européens. Cette ségrégation scolaire constituerait l'une des causes majeures des inégalités scolaires observées en Belgique, nuisant particulièrement aux jeunes des milieux populaires, ce qui contreviendrait au principe d'égalité des chances,,.

### Chili
Au Chili, les réformes de l'éducation axées sur le marché des années 80 ont entraîné la décentralisation des responsabilités de gestion des écoles publiques vers les municipalités et l'introduction d'un programme de bons d'études à l'échelle nationale. Cette dernière se caractérise par une subvention publique forfaitaire par élève pour les écoles (municipales et privées) qui font partie du système de bons d'études et le libre choix des écoles par les parents. Les informations sur les performances de chaque école sont largement diffusées, de même que les résultats des évaluations standardisées nationales des élèves et des évaluations externes des écoles réalisées par l'Agence pour une éducation de qualité et la Surintendance de l'éducation.

### France
En 1951, la loi Barangé (de Charles Barangé) étend aux élèves de l'enseignement secondaire privé le bénéfice des bourses. De plus, pour les élèves du primaire, une allocation trimestrielle de 1000 francs par élève est payée, depuis un compte spécial du Trésor, à l'établissement où il étudie, qu'il soit privé ou public,.